# Trolley Troubles
Trolley Troubles är en amerikansk animerad kortfilm från 1927 och är den första filmen med Kalle Kanin i huvudrollen.

## Handling
Kalle Kanin arbetar som spårvagnsförare, men inser snart att jobbet är svårare än vad han anade.

## Om filmen
Filmen var den första filmen med Kalle Kanin som visades, dock inte den första som producerades. Den första som producerades, Poor Papa, skulle ursprungligen ha varit den första, men godkändes inte av producenten Charles Mintz och Universal Pictures. Filmen lanserades ett år senare, 1928.
Några av filmens gags kom att återanvändas Disneys senare kortfilm Musse Pigg-expressen med Musse Pigg som kom 1929.
Den 23 november 1931 släpptes en ljudlagd version av filmen.
Filmen finns utgiven på DVD.